# Macas
Macas − miasto we wschodnim Ekwadorze, stolica prowincji Morona-Santiago i kantonu Morona.

## Opis
Miasto zostało założone w 1563 roku. Przez miejscowość przebiega Droga Panamerykańska E45 i krajowa E46. W mieście się znajduje krajowy Port lotniczy Macas.

## Demografia

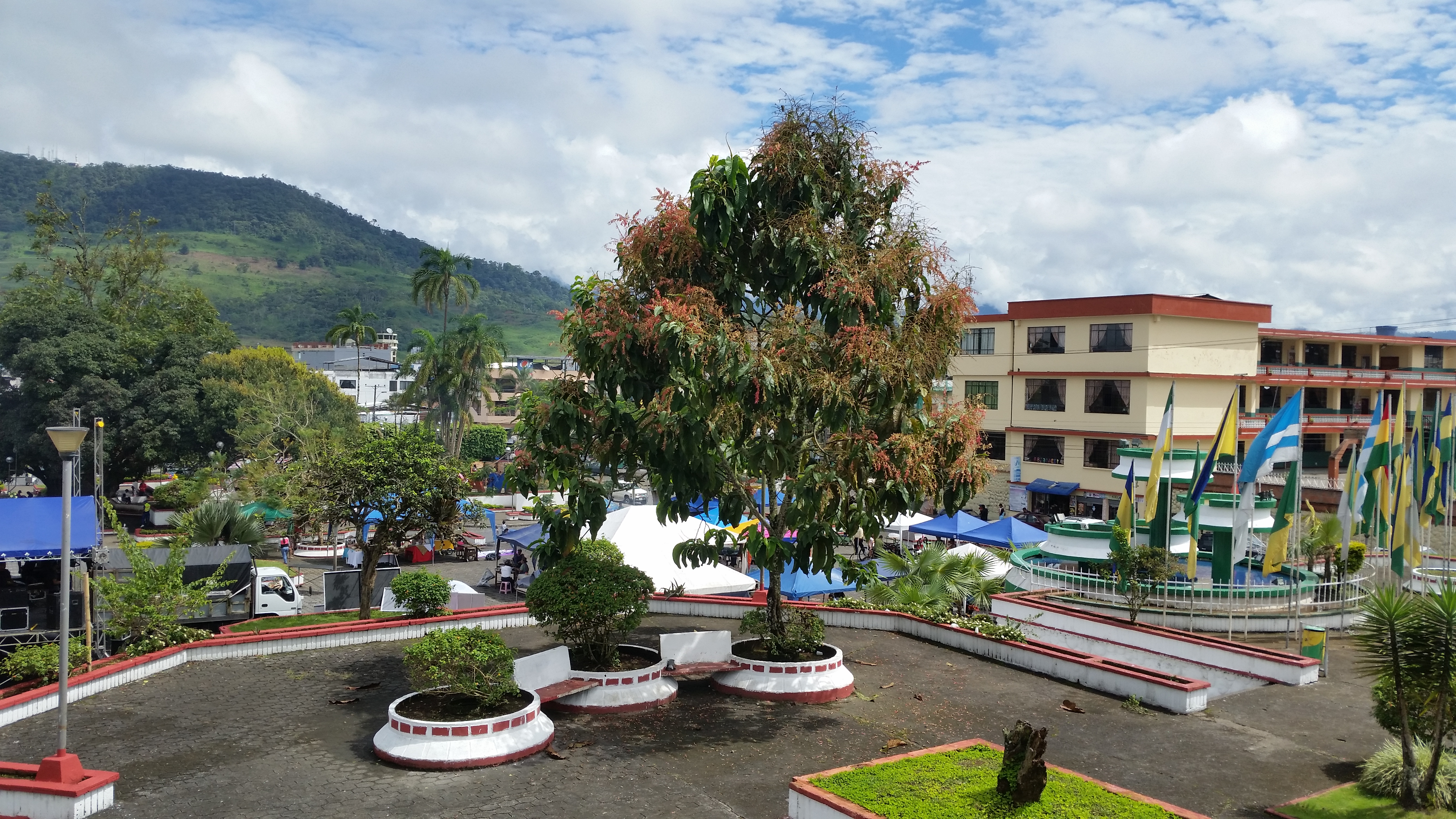
Plac Civica w Macas
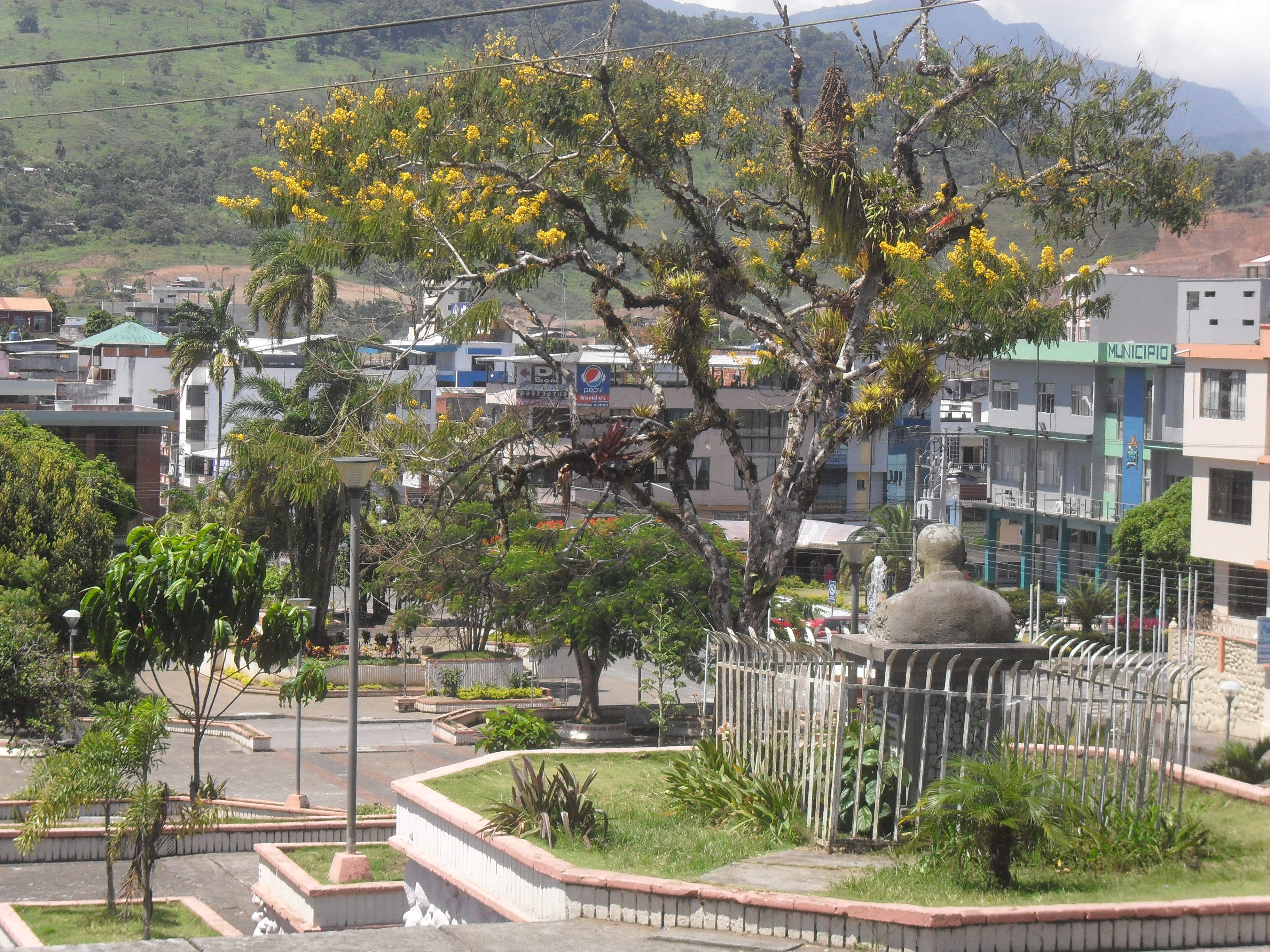
Centrum miasta Macas